# ألوفيرا
بلدية الحُوَيْرَة أو (نقحرة: ألوفيرا) (بالإسبانية: Alovera) هي بلدية تقع في مقاطعة وادي الحجارة التابعة لمنطقة قشتالة والمنجى وسط إسبانيا.

## الديموغرافيا
بلغ عدد سكان بلدية الحُوَيرة 11.717 نسمة عام 2011 (وفقاً للمعهد الوطني الإسباني للإحصاء).
| 1.422 | 1.576 | 3.048 | 7.234 | 9.184 | 10.734 | 11.717 |